# 森蒂洛山
8°55′56″S 77°36′8″W / 8.93222°S 77.60222°W

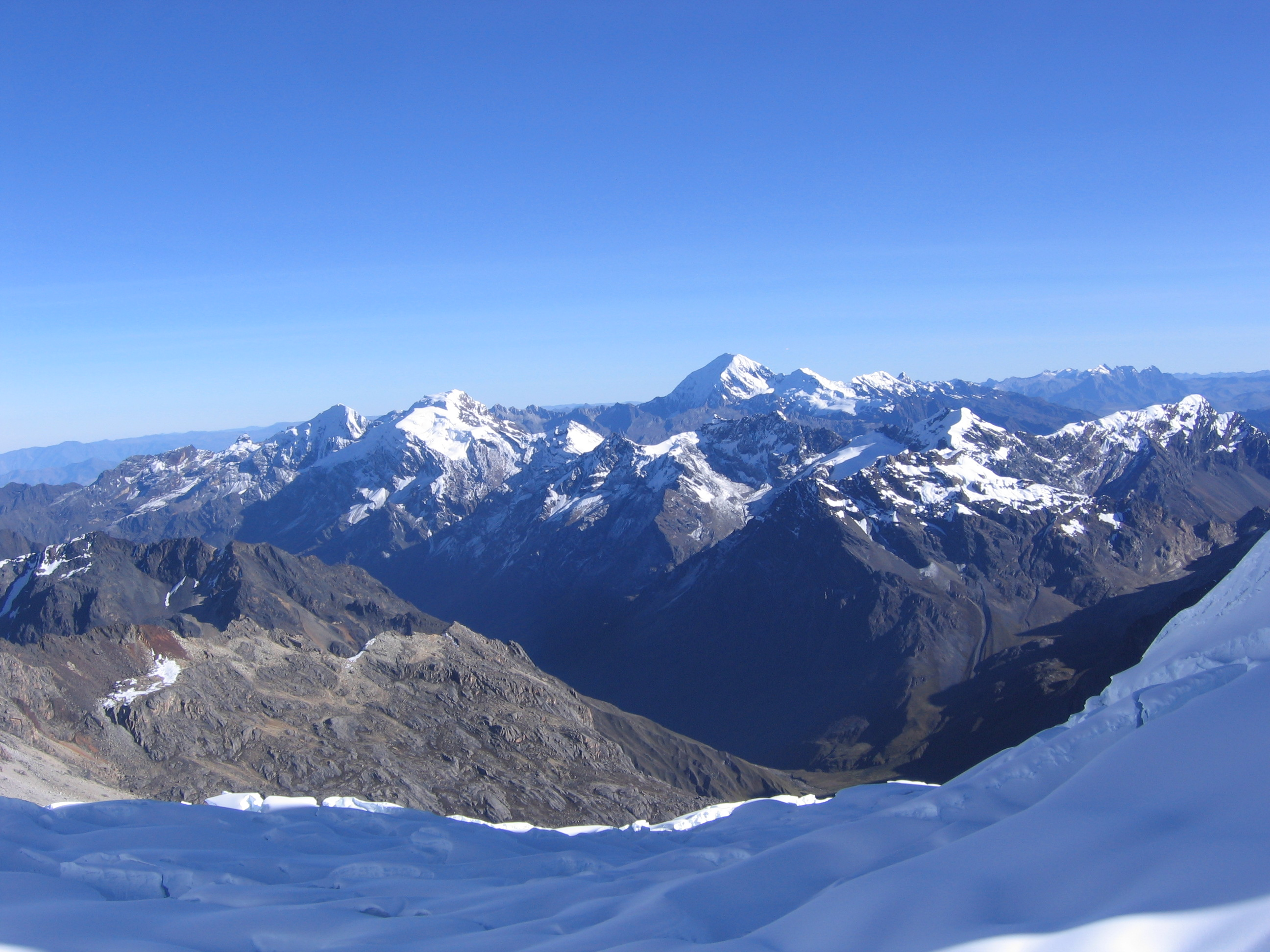

森蒂洛山（Sentilo），是秘魯的山峰，位於該國北部安卡什大區，處於林里布爾卡山和普拉希爾卡山以南，屬於安第斯山脈中布蘭卡山脈的一部分，海拔高度5,100米。